# Tetrasilan
Tetrasilan ist eine chemische Verbindung aus der Gruppe der Silane mit der Halbstrukturformel SiH3–(SiH2)2–SiH3. Es ist das Siliciumanalogon des n-Butans und ist konstitutionsisomer zu iso-Tetrasilan.

## Darstellung und Reaktionen
Tetrasilan kann im Gemisch mit anderen Silanen durch Umsetzung von Magnesiumsilicid (Mg2Si) mit wässrigen Säuren, z. B. mit 20%iger Phosphorsäure bei 50–60 °C gewonnen werden.
{\displaystyle \mathrm {Mg_{2}Si+\ 4H^{+}\ \longrightarrow \ Si_{n}H_{2n+2}} }
Im gewonnenen Rohsilan können Silane bis n=15 isoliert werden, wobei das Gemisch neben dem linearen n–Tetrasilan auch iso–Tetrasilan enthält. Bei der Umsetzung von Magnesiumsilicid mit 25%iger Salzsäure entstehen 40 % Monosilan, 30 % Disilan, 15 % Trisilan, 10 % Tetrasilan und 5 % höhere Silane. Das Gemisch kann durch fraktionierende Destillation getrennt werden.
Daneben können höhere Silane auch durch Einwirkung von stillen elektrische Entladungen auf Monosilan gewonnen werden:
{\displaystyle \mathrm {SiH_{4}\ \rightarrow \ SiH_{2}\ +\ H_{2}} }
{\displaystyle \mathrm {SiH_{2}\ +\ SiH_{4}\rightarrow \ H_{3}Si{-}SiH_{3}} }
{\displaystyle \mathrm {SiH_{2}\ +\ H_{3}Si{-}SiH_{3}\rightarrow \ H_{3}Si{-}SiH_{2}{-}SiH_{3}} }
{\displaystyle \mathrm {SiH_{2}\ +\ H_{3}Si{-}SiH_{2}{-}SiH_{3}\rightarrow \ H_{3}Si{-}SiH_{2}{-}SiH_{2}{-}SiH_{3}} }

## Eigenschaften
Tetrasilan ist eine farblose, pyrophore Flüssigkeit von widerwärtigem Geruch, die bereits unter 54 °C zur Selbstentzündung neigt.
Im Vergleich zu Trisilan ist reines Tetrasilan weniger stabil und zersetzt sich bei Raumtemperatur am Tageslicht langsam unter Wasserstofffreisetzung und Bildung der kürzeren Homologen.

## Reaktionen
Aus Tetrasilan bildet sich durch photochemische Disproportionierung 3-Silylpentasilan und Disilan:
{\displaystyle \mathrm {2\ Si_{4}H_{10}\rightarrow \ Si_{2}H_{6}\ +H_{3}Si{-}SiH(Si_{2}H_{6})_{2}} }
Durch Erhitzung von n-Tetrasilan in Xylol in Gegenwart von Aluminiumchlorid kann iso-Tetrasilan gewonnen werden.
{\displaystyle \mathrm {2\ H_{3}Si{-}SiH_{2}{-}SiH_{2}{-}SiH_{3}\longrightarrow \ H_{3}Si{-}SiH(SiH_{3})_{2}} }